# Aniołki Charliego
Aniołki Charliego (oryginalny tytuł: Charlie’s Angels) – jeden z najpopularniejszych seriali telewizyjnych w historii, który bił rekordy powodzenia w drugiej połowie lat 70. Pomysłodawcami tego serialu byli: Aaron Spelling i Leonard Goldberg.
Serial kręcono w latach 1976-1981 (przez 5 sezonów). W tym czasie zrealizowano 115 odcinków, po 45 do 60 minut każdy. Jego fabuła opierała się na niezwykle prostym i zarazem odważnym założeniu: trzy atrakcyjne dziewczyny walczą z przestępcami. Aniołki propagowały obraz kobiety nie tylko inteligentnej, silnej, zdecydowanej i samowystarczalnej, ale także fizycznie sprawnej, a nawet agresywnej, umiejącej obchodzić się z bronią. Walorem serialu były fryzury lat 70., pozostające w nieustających łaskach dyktatorów mody – włos długi, cieniowany, długa także grzywka, a wszystko modelowane na szczotce w kierunku od twarzy. Do tego spodnie tzw. dzwony, kozaki i pulowery.

## Postacie

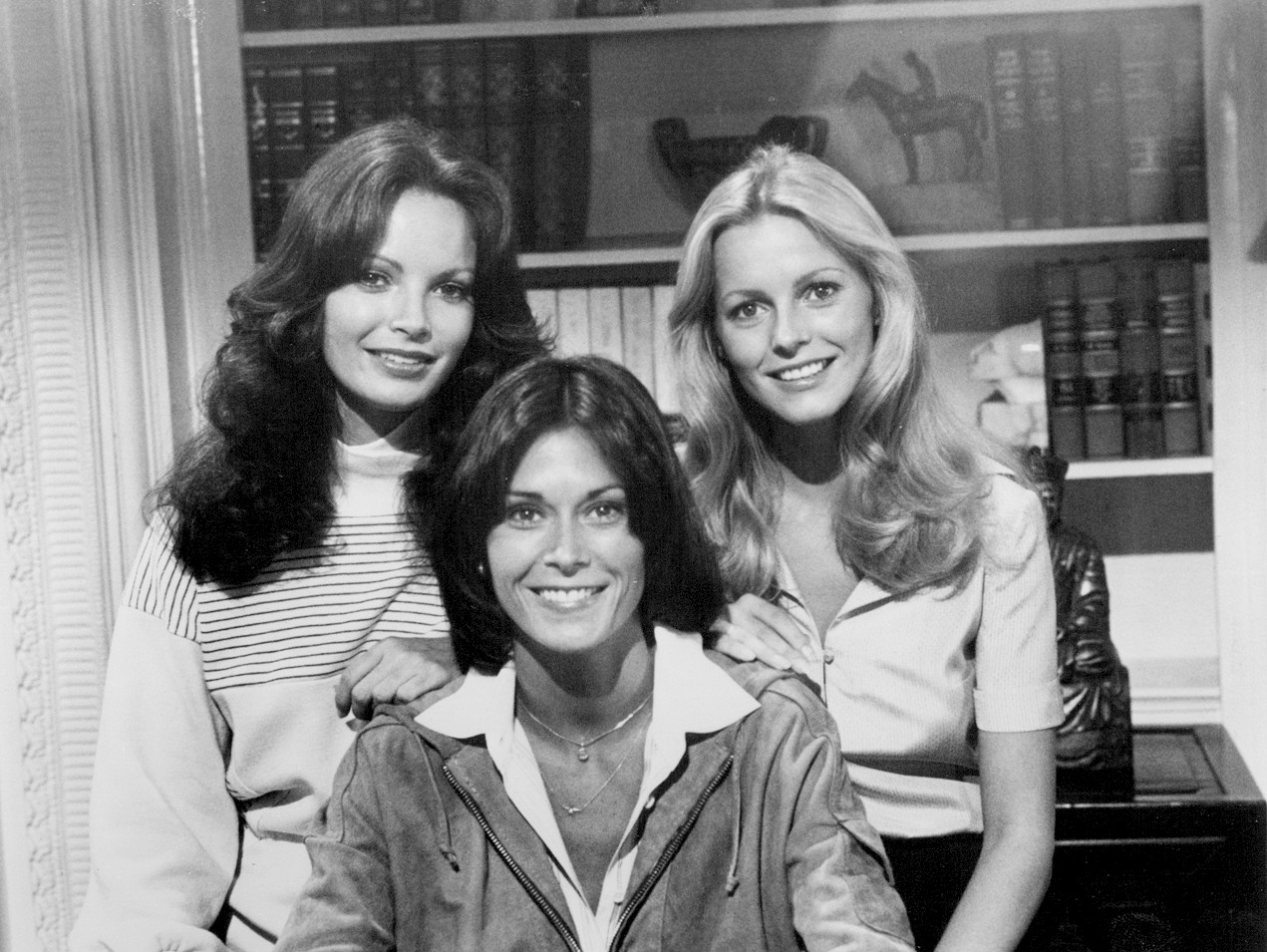
Druga obsada (1977 r.)

W rolach aniołków – trzech absolwentek Akademii Policyjnej w Los Angeles pojawiły się: 
- Jaclyn Smith jako Kelly Garrett, która jako jedyna zagrała we wszystkich odcinkach, pełna wdzięku i gracji, uroda szła w parze ze sprytem oraz łagodnym usposobieniem,
- Farrah Fawcett-Majors jako Jill Munroe – grająca w latach 1976-1977, pełna temperamentu, o awanturniczym usposobieniu, rozbijała się samochodami wyścigowymi, o olśniewającym uśmiechu i długich blond włosach, oraz
- Kate Jackson jako Sabrina Duncan, inteligentna i najmądrzejsza, pragmatyczna, spokojna i wrażliwa, świetnie analizowała i bez trudu rozwiązywała najtrudniejsze zagadki kryminalne.

Potem 
- Cheryl Ladd zastąpiła Farrah Fawcett grając Kris Munroe, młodszą siostrę Jill, absolwentkę Akademii Policyjnej z San Francisco, do samego końca serialu, a
- Shelley Hack w latach 1979-1980 Kate Jackson grając Tiffany Welles, absolwentkę Akademii Policyjnej z Bostonu, córkę jednego ze starszych przyjaciół tajemniczego Charliego,

a w latach 1980-1981 
- Tanya Roberts przejęła rolę trzeciego aniołka jako ex-modelka Julie Rogers, która spisując się na medal podczas akcji otrzymała licencję detektywa.

Właścicielem agencji detektywistycznej, w której pracują aniołki jest tajemniczy milioner, Charlie Townsend, nigdy nie poznany przez nie osobiście. Znają jedynie jego głos, którego użyczył postaci John Forsythe (znany jako Blake Carrington z serialu ABC Dynastia). Niezmiennie towarzyszy dziewczętom w ich misjach i koordynuje prace dobroduszny mężczyzna w średnim wieku John Bosley, którego zagrał David Doyle.
W mniejszych rolach i epizodach wystąpili m.in.: Sally Kirkland, Robert Loggia, René Auberjonois, David Ogden Stiers, Ida Lupino, Jamie Lee Curtis, Barry Bostwick, Dean Martin, Kim Cattrall, Tom Selleck, Scatman Crothers, Timothy Dalton, Shera Danese, Christopher Lee, Ray Wise, Jonathan Frakes, Barbara Stanwyck, Kim Basinger, Vincent Schiavelli, Tommy Lee Jones, Horst Buchholz, Bubba Smith, Sammy Davis Jr. oraz reżyser i producent filmowy Zalman King, piosenkarz Sonny Bono i kierowca Formuły 1 Jackie Stewart.

## Wersje kinowe
W rolach Aniołków wystąpiły:
- Cameron Diaz jako Natalie Cook (2000-2003)
- Drew Barrymore jako Dylan Sanders (Helen Zass) (2000-2003)
- Lucy Liu jako Alex Munday (2000-2003)
- Demi Moore jako Madison Lee (2003)
- W drugiej części kinowej wersji Aniołki Charliego: Zawrotna szybkość (Charlie’s Angels: Full Throttle, 2003) pojawia się w meksykańskim barze Jaclyn Smith jako Kelly Garrett.
- W dwóch wersjach kinowych z 2000 i 2003 roku rolę swą powtórzył John Forsythe jako Charlie Townsend, który nigdy się jednak nie pokazał na ekranie, usłyszeć można jedynie jego głos.